# Esgrima als Jocs Olímpics d'estiu de 1908 - espasa per equips masculina

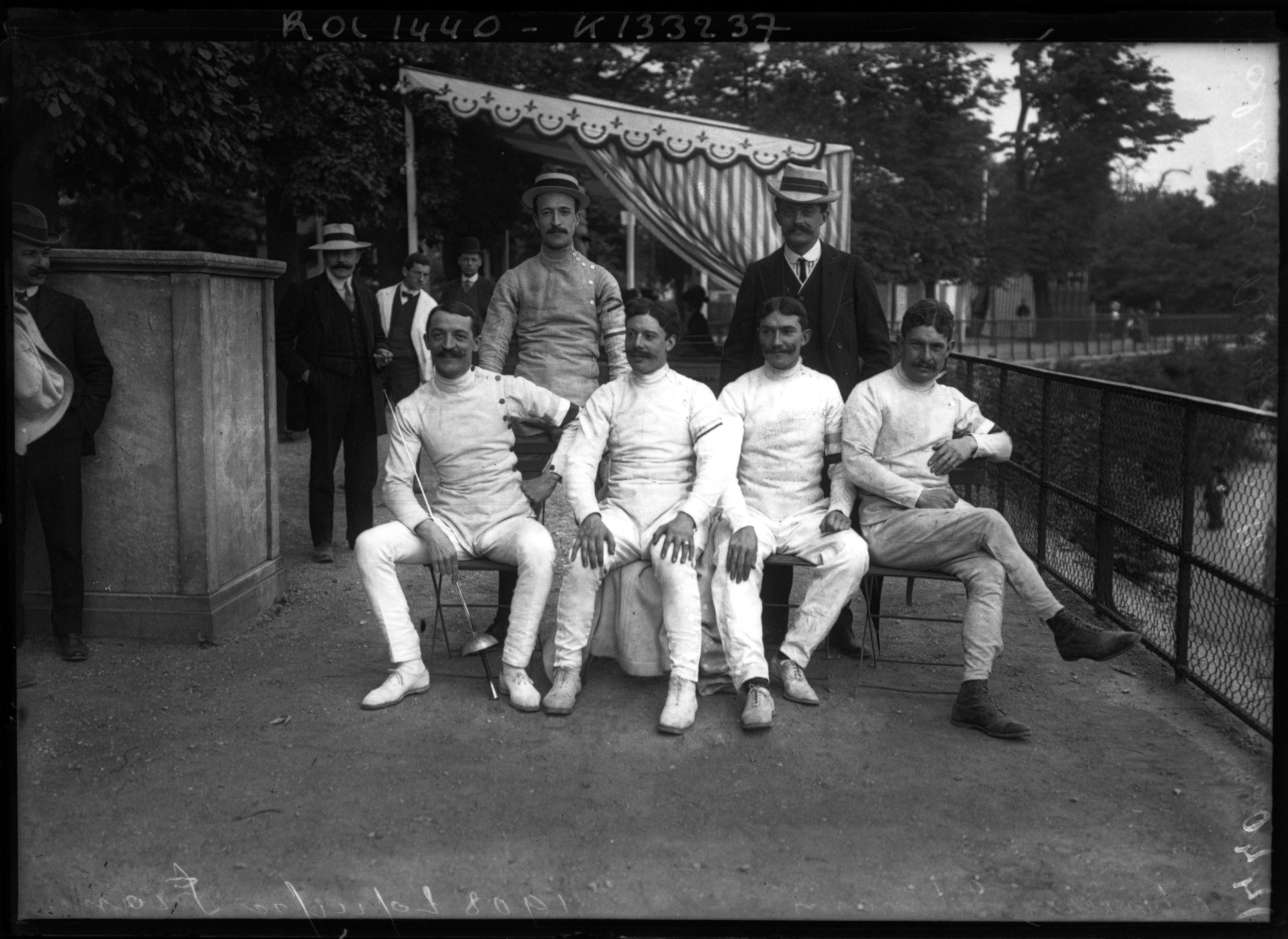
Membres de l'equip francès d'espasa, guanyadors de la medalla d'or als Jocs Olímpics de 1908.

La competició d'espasa per equips masculina va ser una de les quatre proves del programa d'esgrima que es van disputar als Jocs Olímpics de Londres de 1908. La prova es va disputar entre el 20 i el 24 de juliol de 1908, amb la participació de 45 tiradors procedents de 9 nacions diferents.
L'equip francès, que havia acaparat el podi en la competició individual, fou el vencedor, seguit per l'equip britànic i belga.

## Medallistes
| Or                                                                                | Plata                                                                   | Bronze                                                                     |
| França Gaston Alibert · Henri-Georges Berger · Charles Collignon · Eugène Olivier | Regne Unit Leaf Daniell · Cecil Haig · Martin Holt · Robert Montgomerie | Bèlgica Paul Anspach · Désiré Beaurain · Ferdinand Feyerick · François Rom |

## Resultats

### Play-in match
El primer enfrontament fou una eliminació directa entre el Regne Unit i els Països Baixos
| Vencedors  | Vencedors                                                  | Vencedors        | Perdedors        | Perdedors                                                          | Perdedors     |
| País       | Tiradors                                                   | Tocats en contra | Tocats en contra | Tiradors                                                           | País          |
| ---------- | ---------------------------------------------------------- | ---------------- | ---------------- | ------------------------------------------------------------------ | ------------- |
| Regne Unit | Leaf Daniell Martin Holt Robert Montgomerie Edgar Seligman | 7                | 9                | Jetze Doorman Adrianus de Jong Alfred Labouchere George van Rossem | Països Baixos |

### Primera ronda
Els vencedors passen a una següent ronda, els perdedors queden eliminats. L'equip que perdi contra el futur campió passa a una repesca.
| Vencedors  | Vencedors                                                               | Vencedors        | Perdedors        | Perdedors                                                                    | Perdedors |
| País       | Tiradors                                                                | Tocats en contra | Tocats en contra | Tiradors                                                                     | País      |
| ---------- | ----------------------------------------------------------------------- | ---------------- | ---------------- | ---------------------------------------------------------------------------- | --------- |
| Itàlia     | Marcelo Bertinetti Giuseppe Mangiarotti Riccardo Nowak Abelardo Olivier | 7                | 12               | Otakar Lada Vlastimil Lada-Sázavský Vilém Goppold von Lobsdorf Vilém Tvrzský | Bohèmia   |
| França     | Gaston Alibert Bernard Gravier Alexandre Lippmann Jean Stern            | 6                | 10               | Ejnar Levison Ivan Osiier Lauritz Østrup Herbert Sander                      | Dinamarca |
| Bèlgica    | Paul Anspach Désiré Beaurain Fernand de Montigny Victor Willems         | 6                | 11               | Eric Carlberg Gustaf Lindblom Henry Peyron Pontus von Rosen                  | Suècia    |
| Regne Unit | Leaf Daniell Cecil Haig Martin Holt Robert Montgomerie                  | 5                | 13               | Jakob Erkrath de Bary Julius Lichtenfels August Petri Georg Stöhr            | Alemanya  |

### Semifinals
Els vencedors passen a la final, mentre el perdedor contra el futur campió passa a una repesca.
| Vencedors | Vencedors                                                            | Vencedors        | Perdedors        | Perdedors                                                               | Perdedors  |
| País      | Tiradors                                                             | Tocats en contra | Tocats en contra | Tiradors                                                                | País       |
| --------- | -------------------------------------------------------------------- | ---------------- | ---------------- | ----------------------------------------------------------------------- | ---------- |
| França    | Gaston Alibert Henri-Georges Berger Charles Collignon Eugène Olivier | 5                | 12               | Leaf Daniell Cecil Haig Martin Holt Robert Montgomerie                  | Regne Unit |
| Bèlgica   | Paul Anspach Désiré Beaurain Ferdinand Feyerick François Rom         | 8                | 9                | Marcelo Bertinetti Giuseppe Mangiarotti Riccardo Nowak Abelardo Olivier | Itàlia     |

### Final
El vencedor guanya la medalla d'or, mentre el perdedor s'enfrontarà al guanyador de la repesca per la medalla de plata.
| Vencedors | Vencedors                                                        | Vencedors        | Perdedors        | Perdedors                                                    | Perdedors |
| País      | Tiradors                                                         | Tocats en contra | Tocats en contra | Tiradors                                                     | País      |
| --------- | ---------------------------------------------------------------- | ---------------- | ---------------- | ------------------------------------------------------------ | --------- |
| França    | Gaston Alibert Bernard Gravier Alexandre Lippmann Eugène Olivier | 7                | 9                | Paul Anspach Désiré Beaurain Ferdinand Feyerick François Rom | Bèlgica   |

#### Repesca
Dinamarca i el Regne Unit havien perdut contra França, el vencedor final, en els enfrontaments previs. Els dos equips s'enfronten entre ells i el vencedor passar a lluitar per la medalla de plata contra el perdedor de la final.
| Vencedors  | Vencedors                                              | Vencedors        | Perdedors        | Perdedors                                            | Perdedors |
| País       | Tiradors                                               | Tocats en contra | Tocats en contra | Tiradors                                             | País      |
| ---------- | ------------------------------------------------------ | ---------------- | ---------------- | ---------------------------------------------------- | --------- |
| Regne Unit | Leaf Daniell Cecil Haig Martin Holt Robert Montgomerie | 8                | 9                | Otto Becker Ejnar Levison Ivan Osiier Herbert Sander | Dinamarca |

#### Enfrontament per la plata
El vencedor guanya la medalla de plata i el perdedor la de bronze. Els tres darrers combats individuals de l'enfrontament no es van disputar, ja que Bèlgica perdia de 4 i era impossible recuperar la diferència. Segons la norma 50 de la competició la decisió de continuar o no la tenia el capità de l'equip belga, que va decidir no continuar.
| Vencedors  | Vencedors                                                 | Vencedors        | Perdedors        | Perdedors                                                     | Perdedors |
| País       | Tiradors                                                  | Tocats en contra | Tocats en contra | Tiradors                                                      | País      |
| ---------- | --------------------------------------------------------- | ---------------- | ---------------- | ------------------------------------------------------------- | --------- |
| Regne Unit | Edgar Amphlett Leaf Daniell Cecil Haig Robert Montgomerie | 5                | 9                | Paul Anspach Fernand Bosmans Fernand de Montigny François Rom | Bèlgica   |